# Idaea maidorni
Idaea maidorni là một loài bướm đêm trong họ Geometridae.